# Foramen zygomaticotemporale

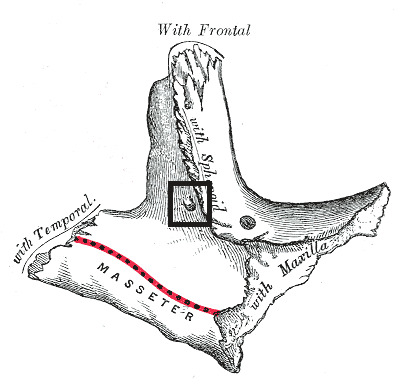
A járomcsont (a fekete négyzet jelöli a lyukat)

A foramen zygomaticotemporale egy lyuk a koponyán. A járomcsont (os zygomaticum) halántékcsonti (os temporale) felszínének a közepe környékén található. A ramus zygomaticotemporalis nervi zygomatici halad keresztül rajta.